# Ežeruona
Ežeruona jinak také Ežerūna je řeka v Litvě, v Žemaitsku. Pramení uprostřed spojnice (3 km od) obcí Balčiai a Skiržemė (východní okraj okresu Šilutė), ale většina toku teče v Tauragėském kraji, v okrese Tauragė.

## Průběh toku

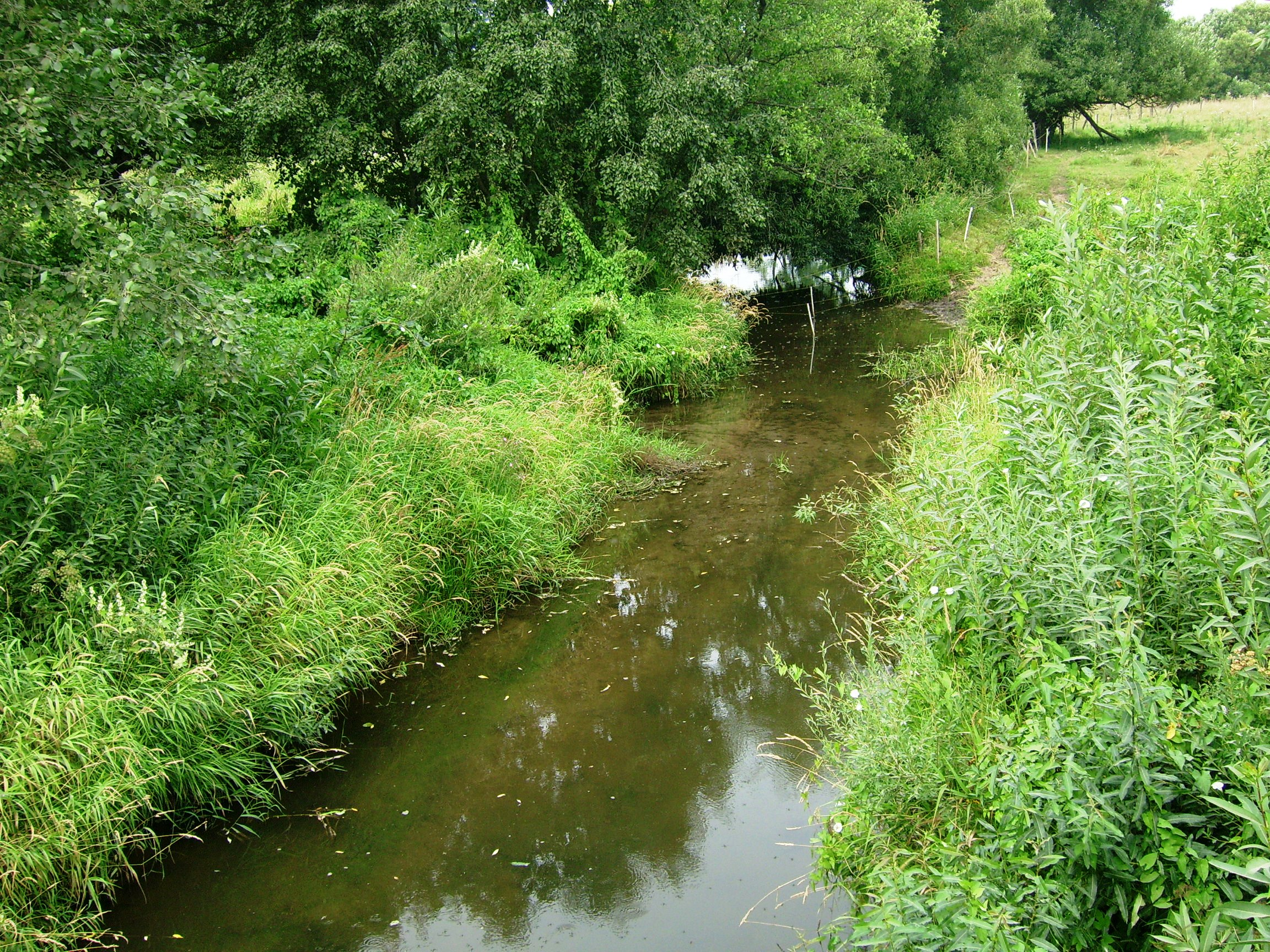
Ežeruona u Aukštupiů

Od pramene vytéká směrem západním, ale vzápětí několikrát zásadně mění směr toku, přičemž průběh horního toku není podobný obvyklému meandrování, před jezerem Draudenių ežeras se rozvětvuje, přičemž levá větev protéká jezerem a pravá větev protéká v blízkosti jeho jižního okraje, nedaleko od jezera se obě větve opět spojují, dále protéká vsí Draudeniai a dále se již obvyklým způsobem klikatí a meandruje v celkovém směru východojihovýchodním. Do řeky Jūry se vlévá 33,8 km od jejího ústí do řeky Němen jako její pravý přítok u Požerūnů, 6 km na jihozápad od krajského města Tauragė.

## Vodní režim
Průměrný průtok nad soutokem s říčkou Balčia je 0,28 m³/s, v ústí – 1,89 m³/s. Průměrný spád je 126 cm/km.

## Ekologie
V letech 2003 – 2006 byla zařazena do seznamu řek sledovaných pro migrační tah chráněných ryb. Ežeruona je sledována pro tah pstruha obecného mořského, pstruha obecného potočního a mihule. V roce 2004 byla zařazena do seznamu řek cenných z ekologického hlediska. Od 33,8 říčního km do ústí nejsou vydávána žádná povolení související s využíváním ploch k rybaření. Při výzkumu prostředí Příbaltské nížiny v roce 2006 byla zkoumána Ežeruona u Aukštupiů. Ve zkoumaném úseku Ežeruony byly registrovány tyto druhy: pstruh obecný potoční, plotice obecná, jelec proudník, hrouzek obecný (Gobio gobio), střevle potoční, okoun říční, štika obecná, vranka obecná a mihule potoční. Jádro rybího společenství sestává z pstruhovitého komplexu, (pstruh, mřenka, střevle, vranka) a také byly registrovány početné populace plotic a okounů. Ekologický stav řeky je hodnocen jako dobrý, blízký standardnímu (příkladnému).

## Přítoky
- Levé:

| Hydrologické pořadí | Řeka      | Délka (km) | Povodí (km²) | Vzdálenost od ústí (km) | Ústí kde   | Koordináty ústí                  |
| ------------------- | --------- | ---------- | ------------ | ----------------------- | ---------- | -------------------------------- |
| 16011012            | Balčia    | 15,2       | 33,0         | 27,6                    | Žygaičiai  | 55°18′37″ s. š., 22°1′54″ v. d.  |
| 16011016            | Žalikė    | 3,8        | 2,1          | 27,2                    | Žygaičiai  | 55°18′38″ s. š., 22°2′7″ v. d.   |
| 16011017            | Ringė     | 10,3       | 18,0         | 24,6                    | Žygaičiai  | 55°18′10″ s. š., 22°3′39″ v. d.  |
| 16011023            | Tyrelupis | 8,1        | 7,2          | 19,5                    | Aukštupiai | 55°17′8″ s. š., 22°4′56″ v. d.   |
| 16011024            | Dabrupis  | 8,3        | 19,1         | 18,6                    | Aukštupiai | 55°16′58″ s. š., 22°5′35″ v. d.  |
| 16011027            | Elbentas  | 7,6        | 27,5         | 7,9                     | Leikiškiai | 55°15′21″ s. š., 22°11′ v. d.    |
| 16011029            | Juodupis  | 3,5        | 3,8          | 6,4                     | Gurkliai   | 55°15′2″ s. š., 22°12′19″ v. d.  |
| 16011031            | Katinupis | 5,6        | 7,1          | 1,4                     | Ceikiškė   | 55°13′46″ s. š., 22°13′19″ v. d. |

- Pravé:

| Hydrologické pořadí | Řeka        | Délka (km) | Povodí (km²) | Vzdálenost od ústí (km) | Ústí kde      | Koordináty ústí                 |
| ------------------- | ----------- | ---------- | ------------ | ----------------------- | ------------- | ------------------------------- |
| 16011011            | E – 2       | 3,1        | 2,4          | 33,7                    |               |                                 |
| 16011021            | Ožkupis     | 6,4        | 12,3         | 22,9                    | Pryšmantai I  | 55°17′35″ s. š., 22°3′34″ v. d. |
| 16011025            | Aukštupis   | 4,2        | 4,6          | 17,5                    | Aukštupiai    | 55°16′45″ s. š., 22°5′48″ v. d. |
| 16011026            | Skambalinis | 2,1        | 2,3          | 14,4                    | Būdviečiai    | 55°16′ s. š., 22°7′23″ v. d.    |
|                     | Gerklė      |            |              |                         | Pryšmantai II |                                 |